# Mária Nagy (cestista 1928)
Mária Nagy, coniugata Biller (1928 – 2012), è stata una cestista ungherese.
Era la moglie di Gerhard Biller.

## Carriera
Con l'Ungheria ha disputato tre edizioni dei Campionati europei (1950, 1952, 1956).